# Hugo II van Sées

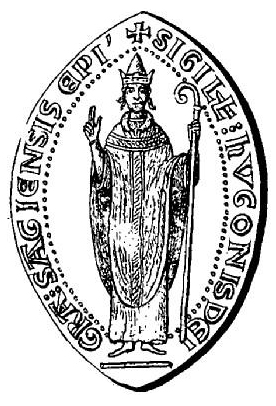

Hugo II van Sées was bisschop van Sées van 1228 tot 1240. De geboortedatum van deze Normandische bisschop is onbekend.
Vanuit het kapittel van de kathedraal van Sées werd hij verkozen tot bisschop van Sées in 1228. De toenmalige naam van zijn bisdom was overigens Sagiens ofwel Séez. Hugo leidde een verzoeningspolitiek ten overstaan van abdijen in zijn bisdom, vooral met de benedictijnerabdij van Saint-Martin in zijn eigen stad Sées. Hij verzoende zich eveneens met de aartsbisschop van zijn kerkprovincie Normandië, de pas verkozen Pierre de Colmieu. Deze laatste was zowel voor als na zijn verkiezing tot aartsbisschop van Rouen (1236) werkzaam in diplomatieke dienst van de paus.
Hugo volgde koning Lodewijk IX van Frankrijk in de Achtste Kruistocht. Hij vertrok uit Sées in 1239 en stierf op een onbekende plaats, vermoedelijk in het jaar 1240.